# Matty Lee
Matty Lee, właśc. Matthew Lee (ur. 5 marca 1998 w Leeds) – brytyjski skoczek do wody, mistrz olimpijski z Tokio 2020, wicemistrz świata i mistrz Europy.

## Udział w zawodach międzynarodowych
| Impreza                                                             | Rok  | Miejsce   | Konkurencja                        | Wynik  | Wynik   |
| Impreza                                                             | Rok  | Miejsce   | Konkurencja                        | Punkty | Miejsce |
| ------------------------------------------------------------------- | ---- | --------- | ---------------------------------- | ------ | ------- |
| Igrzyska olimpijskie                                                | 2020 | Tokio     | wieża 10 m synchronicznie mężczyzn | 471.81 | złoto   |
| Mistrzostwa świata w pływaniu                                       | 2015 | Kazań     | wieża 10 m indywidualnie           | 357.60 | 18.     |
| Mistrzostwa świata w pływaniu                                       | 2015 | Kazań     | wieża 10 m synchronicznie mężczyzn | 396.84 | 9.      |
| Mistrzostwa świata w pływaniu                                       | 2017 | Budapeszt | wieża 10 m indywidualnie           | 423.55 | 12.     |
| Mistrzostwa świata w pływaniu                                       | 2017 | Budapeszt | wieża 10 m synchronicznie mikstów  | 323.28 | srebro  |
| Mistrzostwa świata w pływaniu                                       | 2019 | Gwangju   | wieża 10 m synchronicznie mężczyzn | 425.91 | brąz    |
| Mistrzostwa Europy w pływaniu, Mistrzostwa Europy w skokach do wody | 2016 | Londyn    | wieża 10 m indywidualnie           | 465.10 | 5.      |
| Mistrzostwa Europy w pływaniu, Mistrzostwa Europy w skokach do wody | 2016 | Londyn    | konkurs drużynowy                  | 353.85 | brąz    |
| Mistrzostwa Europy w pływaniu, Mistrzostwa Europy w skokach do wody | 2017 | Kijów     | wieża 10 m indywidualnie           | 485.55 | brąz    |
| Mistrzostwa Europy w pływaniu, Mistrzostwa Europy w skokach do wody | 2017 | Kijów     | wieża 10 m synchronicznie mikstów  | 308.16 | złoto   |
| Mistrzostwa Europy w pływaniu, Mistrzostwa Europy w skokach do wody | 2017 | Kijów     | konkurs drużynowy                  | 351.20 | 6.      |
| Mistrzostwa Europy w pływaniu, Mistrzostwa Europy w skokach do wody | 2018 | Glasgow   | wieża 10 m indywidualnie           | 452.20 | 5.      |
| Mistrzostwa Europy w pływaniu, Mistrzostwa Europy w skokach do wody | 2018 | Glasgow   | wieża 10 m synchronicznie mikstów  | 307.80 | srebro  |
| Mistrzostwa Europy w pływaniu, Mistrzostwa Europy w skokach do wody | 2020 | Budapeszt | wieża 10 m synchronicznie mężczyzn | 477.57 | złoto   |